# Недзьведзе (Щиценський повіт)
Недзьведзе (пол. Niedźwiedzie, нім. Bärenbruch) — село в Польщі, у гміні Щитно Щиценського повіту Вармінсько-Мазурського воєводства.
Населення — 131 особа (2011).
У 1975-1998 роках село належало до Ольштинського воєводства.

## Демографія
Демографічна структура станом на 31 березня 2011 року:
|          | Загалом | Допрацездатний вік | Працездатний вік | Постпрацездатний вік |
| -------- | ------- | ------------------ | ---------------- | -------------------- |
| Чоловіки | 65      | 14                 | 47               | 4                    |
| Жінки    | 66      | 18                 | 39               | 9                    |
| Разом    | 131     | 32                 | 86               | 13                   |